# Ida-Virumaa
Ida-Virumaa ou Virumaa Oriental (estoniano: Ida-Viru maakond ou Ida-Virumaa)  é uma das 15 regiões ou maakond da Estónia.

## Municípios
A região está subdividida em municípios: 6 municípios urbanos (est: linnad - cidades) e 16 municípios rurais (est: vallad - comunas).
Municípios urbanos:
- Kiviõli
- Kohtla-Järve
- Narva
- Narva-Jõesuu
- Sillamäe

Municípios rurais:
- Alajõe
- Aseri
- Avinurme
- Iisaku
- Illuka
- Jõhvi
- Kohtla
- Kohtla-Nõmme
- Lohusuu
- Lüganuse
- Mäetaguse
- Sonda
- Toila
- Tudulinna
- Vaivara